# Милутин Р. Ђуричић
Милутин Р. Ђуричић (Горње Поље, код Никшића 15. марта 1921 – Београд, 1999) био је новинар, адвокат и социолог. 

## Биографија
Основну школу завршио је у родном месту а Српску православну богословију у Призрену. Један је од првих новинара листа Јединство, коме се прикључио 1945. док је редакција била у Призрену, да би потом био главни и одговорни уредник, од 22. априла 1947. године до 31. октобра 1948. године, када је смењен, ухапшен и послат на Голи оток, под оптужбом да је агент НКВД-еа. 
По повратку с Отока завршио је Правни факултет у Београду и положио правосудни испит 1957. Магистрирао је на истом факултету (1970) на тему „Заклетва и саклетвеници у правним обичајима Арбанаса у северној Метохији“ и потом докторирао на тему „Лично јемство у обичајном праву Арбанаса у Северној Метохији“, 1973. године. Дуго година бавио се адвокатуром у Пећи и то  понајвише крвним деликтима у породицама Албанаца, што му је омогућило да прикупи обимну грађу из које је црпео основе за свој научни рад о обичајном праву Албанаца. Радом у овој области открио је римско право у пракси арбанашких брђана и, путем анкета, створио документацију за нов приступ изучавању динамике римског права. Објавио је више од 50 научних радова из области права у научним и стручним часописима САНУ и ЦАНУ. 
Након пензионисања, настањује се у Београду, где је умро 1999. године.

## Научне студије
- Арбанашка заклетва – беја, Југославенска академија знаности и умјетности, Загреб 1975,
- Чувари бесе, Српска академија наука и уметности, Београд, 1979,
- Обичаји и веровања Албанаца, самостално издање, Београд 1995.